# آلت پورن

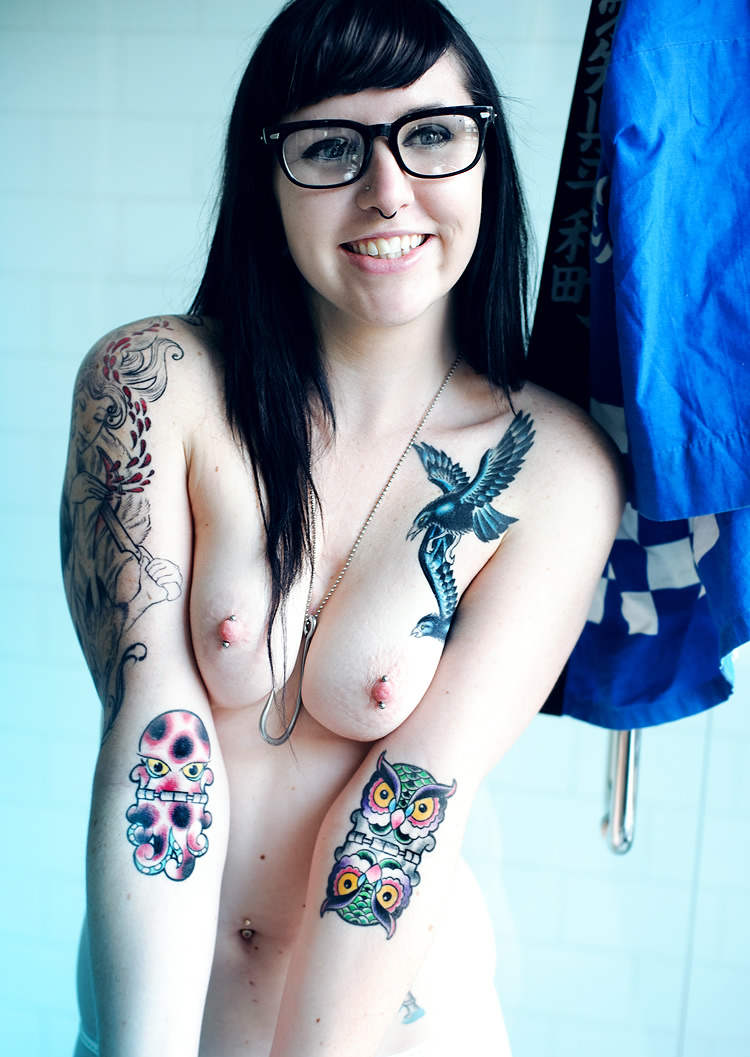
کرولا مدل سوسایدگرلز

آلترناتیو پورن یا آلت پورن (به انگلیسی: Alt porn) تمایل به وارد کردن خرده فرهنگ‌هایی چون گوت، پانک، ایمو، اسکیت بازها یا ریورز به پورنوگرافی است و بیشتر توسط وب سایت‌های کوچک یا فیلمسازان مستقل نیز صورت می‌گیرد. افراد شرکت‌کننده بیشتر شامل مدل‌های آینده با تزئینات بدنی مانند خال کوبی، پرسینگ، یا زخم آرایی یا تزئیناتی موقتی مانند موهای رنگ شده، هستند. اصطلاح ایندی پورنو نیز گاهی مورد استفاده قرار می‌گیرد، هرچند این اصطلاح بدون توجه به وابستگی با هر نوع خرده فرهنگ جایگزین دیگری، بیشتر به عنوان مترادف برای پورنوگرافی مستقل استفاده می‌شود.

## نگارخانه

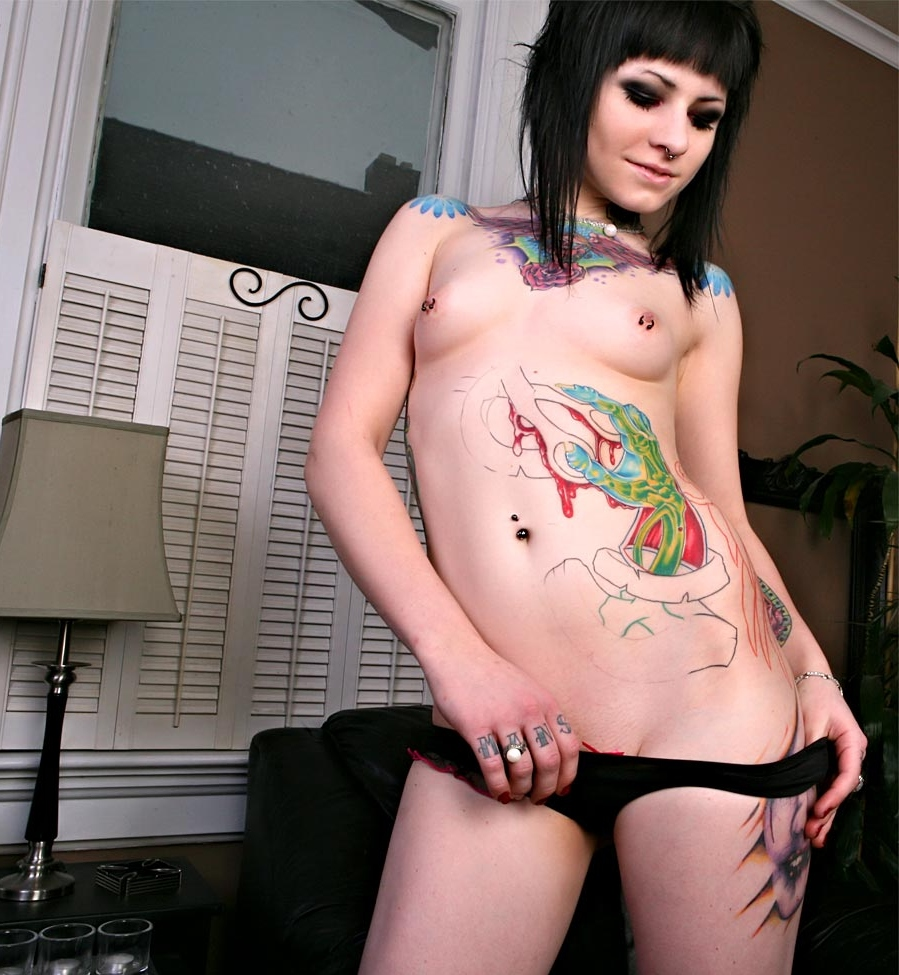
سوسایدگرلز مدل بالت، نماینده سبک پورن جایگزین به همراه چندین تتو و پرسینگ.